# Dromadidae
Dromadidae é uma família de aves pertencente à ordem Charadriiformes. O grupo inclui apenas uma espécie, Dromas ardeola, que habita as costas do Oceano Índico ocidental.